# Willy Lange (Gartenarchitekt)
Willy Gustav Lange (* 23. Mai 1864 in Berlin; † 16. März 1941 ebenda) war ein deutscher Gartenbaulehrer, Gartenarchitekt und Fachautor.

## Leben
Lange, ein Sohn des Komponisten Gustav Lange, absolvierte 1882–1884 eine Gärtnerlehre beim Gartenbaubetrieb Metz in (Berlin-)Steglitz und besuchte anschließend 1884–1886 die Königliche Gärtnerlehranstalt am Wildpark bei Potsdam. 1886/1887 arbeitete er bei Weber & Co. in Wiesbaden, 1887–1889 bei Franz Deegen jun. in Köstritz. 1889–1896 führte er eine eigene Gärtnerei in Leipzig-Lindenau, um anschließend in Dietharz bei Gotha von seinem Kapital zu leben. Am 25. Mai 1889 heiratete er die Beamtentochter Helene von Tilly (1864–1943).
Sein einflussreiches Wirken begann mit seiner Tätigkeit als Lehrer für Pflanzenbau an der Königlichen Gärtnerlehranstalt in Potsdam (später in Berlin-Dahlem) von 1903 bis 1915. 1906 erhielt er dort den Titel eines königlichen Garteninspektors und 1911 den eines königlichen Gartenbaudirektors. Bekannt wurde er ab 1900 auch durch seine zahlreichen Publikationen zu Garten, Gartenplanung und Gartengestaltung. 1915 kündigte er seine Stellung und arbeitete fortan freischaffend in Berlin-Wannsee.
Er propagierte bereits früh Konzepte des Naturgartens; darunter verstand er einen natürlichen Einsatz von Pflanzen im Sinne einer „biologischen Ästhetik“. Der ökologische und an Wachstumsstandorten orientierte Umgang mit Pflanzen gehen auf Lange zurück. Ende 1914 entwickelte er den sogenannten „Deutschen Heldenhain“. Für jeden gefallenen Soldaten einer Gemeinde sollte bei einer solchen Gedenkstättenform eine Eiche gepflanzt werden. In verschiedenen Gemeinden Deutschlands wurde Langes Konzept umgesetzt, beispielsweise mit dem Flensburger Ehrenhain.
Zum 1. November 1930 trat er in die NSDAP ein (Mitgliedsnummer 348.070). Er wurde ab 1933 als Gesinnungsgenosse der Nationalsozialisten betrachtet. Anlässlich seines 70. Geburtstags 1934 verlieh ihm die Landwirtschaftliche Hochschule Berlin eine Ehrenprofessur.
Einige Gartenanlagen Langes blieben bis heute erhalten und stehen unter Denkmalschutz.

## Werk

### Gärten

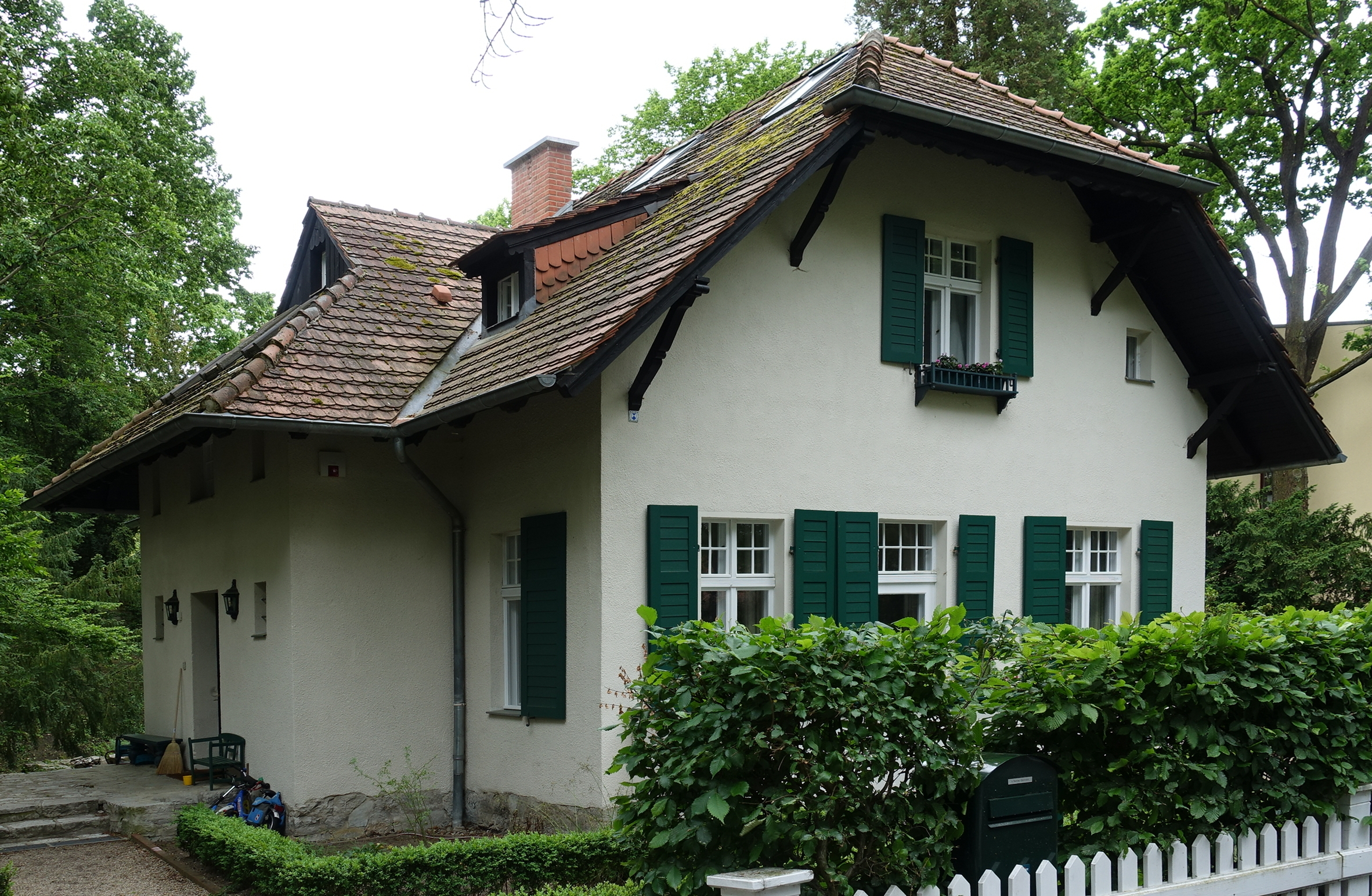
Gartenheim Lange

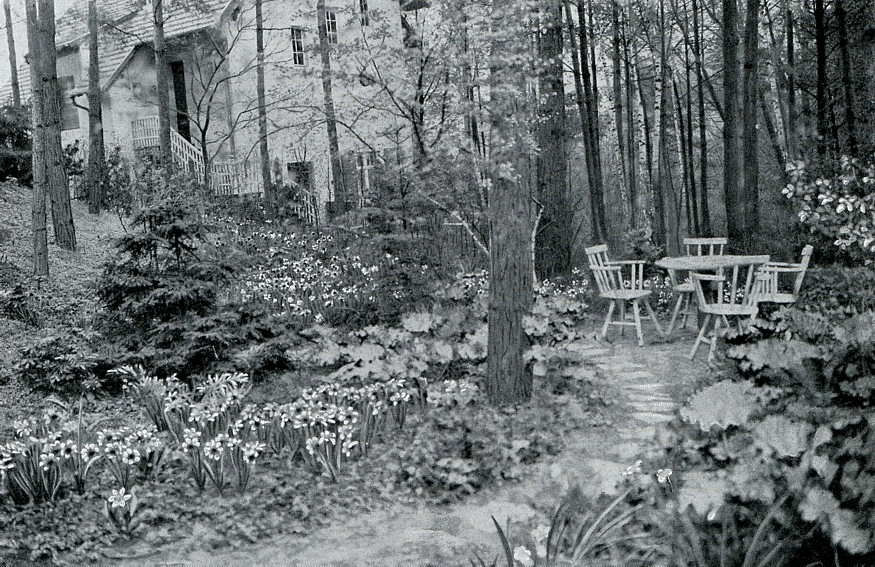
Gartengestaltung in Berlin-Wannsee um 1920

- 1906: Wohnhausgarten Lange in (Berlin-)Wannsee, Bismarckstraße 5[7][8]
- 1915: Landhausgarten des Landhauses Stauss in (Berlin-)Dahlem, Pacelliallee 14[9]
- 1914/1915: Garten des Landhauses von Hans Schwarzkopf in (Berlin-)Dahlem, Peter-Lenné-Straße 7[10]
- 1917/1918: Garten des Landhauses von Hans Bredow in (Berlin-)Dahlem, Miquelstraße 92 (mit dem Architekten Hermann Muthesius)[11]
- Landhausgarten für Otto Stahn[7]
- Parkgarten bei Hamburg (Architekt Carl Winand)[7]
- Parkgarten für Rudolf Röber in Wutha[7]

### Schriften
- Land- und Gartensiedlungen. J. J. Weber, Leipzig 1910.
- Der Garten und seine Bepflanzung. Franck’sche Verlagsbuchhandlung, Stuttgart 1913.
- (mit Otto Stahn): Gartengestaltung der Neuzeit. 1. Auflage, J. J. Weber, Leipzig 1907.
- Gartenbilder. J. J. Weber, Leipzig 1922.
- Blumen im Hause. J. J. Weber, Leipzig 1926
- Gartenpläne. J. J. Weber, Leipzig 1927.
- Illustriertes Gartenbau-Lexikon. Verlagsbuchhandlung Paul Parey, Berlin 1927.